# 脈 (印度醫學)
脈，在傳統印度醫學及精神科學中，認為這是氣在身體中流動的孔道。脈貫穿了身體，形成了七個脈輪。這個概念也被藏傳佛教接受，形成西藏醫學的一部份。
在漢醫學中也有經脈的說法，它在概念上與印度的脈很類似，但是對它的描述、循行方式及理論架構，兩者是不同的。

## 釋義
在吠陀梵語中, Nāḍi是管道、孔道、河流的意思。根據《吠檀多》，在脈之中流動的生命能量，被稱為風，或是氣。主要的通道有三條，分別是中脈、左脈、右脈。這三條脈道形成七個脈輪，最後分支成一萬二千個脈的支道。
密宗時輪續認為人身上精脈,血脈,氣脈各二萬四千條,出生後五个月一日壞死二條,一百歲壽終正寢,但如修時輪金剛法可延長性命二十年。

## 分類
- 中脈（梵文為Sushumna，或Susumna），傳送昆達里尼的能量。
- 左脈（梵文ida），傳送月亮能量，代表冷靜與被動。
- 右脈（梵文pingala），傳送太陽能量，代表熱與主動。